# مسابقه آواز یوروویژن ۱۹۶۳
مسابقه آواز یوروویژن ۱۹۶۳ ۸مین دوره از مسابقات آواز یوروویژن بود که در BBC Television Centre، لندن، بریتانیا برگزار شد. برنده آن کشور دانمارک بود.